# سالم عبد النور
سالم عبد النور، وهو سياسي لبناني من الطائفة الكاثوليكي. تخرج من الجامعة اليسوعية في بيروت.
بدأ حياته السياسية في عام 1959، عندما نجح بالدخول للبرلمان اللبناني كنائب عن منطقة الشوف بعد مقتل نعيم مغبغب. وأعيد انتخابه في عام 1960 كمرشح الحزب التقدمي الاشتراكي، لكنه هزم في انتخابات العام 1964 و 1968.